# 개령초등학교
개령초등학교(開寧初等學校)는 대한민국 경상북도 김천시 개령면 동부리에 있는 공립 초등학교로, 이 학교는 아직 대한제국 시대 말기였던 1909년 4월 9일 사립 경북금릉개진보통학교로 첫 개교되었다.

## 학교 연혁
- 1909년 4월 9일 사립개진학교 인가 및 개교
- 1912년 4월 1일 개령공립보통학교로 승격(4년제)
- 1925년 4월 1일 6년제로 연장
- 1938년 4월 1일 개령서부공립심상소학교로 개명
- 1941년 4월 1일 개령서부공립국민학교로 개칭
- 1946년 4월 1일 개령국민학교로 개명
- 1996년 3월 1일 개령초등학교로 개명
- 2011년 9월 1일 제25대 하종언 공모 교장 부임
- 2015년 2월 13일 제102회 졸업식(총 졸업생 6,309명)
- 2015년 9월 1일 제26대 김선국 교장 취임
- 2017년 2월 10일 제104회 졸업식(총 졸업생 6,317명)

## 참고 자료
- 개령초등학교 - 한국교육학술정보원 학교알리미